# Riquero
Riquero de Reims (em latim: Richerus; fl. século X) foi um monge de Saint-Remi, nas redondezas de Reims, e um historiador cujo relato é uma importante fonte para o Reino da França no período.

## Vida
Riquero era filho de Rodulfo, um leal conselheiro e capitão de Luís IV da França (r. 936-954). Estudou em Reims sob os cuidados de Gerberto de Aurillac, o arcebispo de Reims, (que seria depois eleito papa Silvestre II), que ensinou-lhe matemática, história, latim e eloquência. Riquero era também versado na ciência médica da época e, em 991, viajou para Chartres para consultar os manuscritos médicos preservados lá.
Ele desaparece dos relatos históricos depois de 998 e não se sabe quando morreu.

## Historiae
No século XIX, acadêmicos franceses e alemães acreditavam que Riquero seria um ardente defensor dos carolíngios e da supremacia francesa contra os otonianos, mas este ponto de vista tem sido amenizado desde então. Quaisquer que fossem os enviesamentos políticos, incorreções e o gosto pelo embelezamento estilístico de Riquero, sua "Historiae" é de especial valor por fornecer o único relato toleravelmente completo feito por um contemporâneo da revolução de 987, que colocou os capetos no trono da França.
A obra, em quatro livros, cujo título completo é "Historiarum Libri Quatuor", abrange o período de 888 a 995. Começa no reino de Carlos, o Gordo, e Eudes seguindo até a ascensão de Hugo Capeto. Nos primeiros dois livros, Riquero utiliza extensivamente os anais e a história eclesiástica de Reims de Flodoardo (m. 996). De 969 em diante, Riquero não tem à disposição obra nenhuma e seu testemunho é a principal fonte para o período.
A "Historiae" sobreviveu num único manuscrito (Biblioteca Estatal de Bamberg, Msc.Hist.5), descoberto no início do século XIX. É o autógrafo do autor e mostra sinais de revisões contínuas, provavelmente até a morte de Riquero.

### Edições daHistoriae
- Lake, Justin (ed. e tr.) Richer of Saint-Rémi. Histories. Dumbarton Oaks Medieval Library, HUP. 2 vols. 2011.
- Hoffmann, Hartmut (ed.). Richer von Saint-Remi. Historiae. MGH Scriptores 28. Hanover, 2000. Disponível online aqui[ligação inativa] or aqui;
- Latouche, Robert (ed. e tr.). Histoire de France (888-995). 2 vols: vol 2 (AD 954-995). Les classiques de l'histoire de France au moyen age 17. Paris: Belles Lettres, 1964.
- Pertz, Georg Heinrich (ed.).  MGH Scriptores 3. 561–657. Editado pela primeira vez como Richeri historiarum libri IIII. Hanover, 1839. Superado pela edição de Hoffmann.
- Osten-Sacken, Karl Freiherr von (tr.). Richers vier Bücher Geschichte. Die Geschichtsschreiber der deutschen Vorzeit 2. vol 10. Leipzig, 1891. Tradução para o alemão disponível aqui
- Poinsignon, A.M. (tr.). Richeri historiarum quatuor libri. Reims: Pub. de l'Academie de Rheims, 1855. Tradução para o francês disponível aqui.
- Guadet, J. (tr.). Histoire de son temps. Societé de l'histoire de France. 2 vols. Paris, 1845. Tradução para o francês disponível aqui e no Google books (vol 1 and vol 2).